# Informatievaardigheden
Informatievaardigheden zijn de vaardigheden die toelaten om efficiënt informatie te zoeken, te selecteren en kritisch en ethisch te gebruiken. Een synoniem is informatiegeletterdheid. Het Nederlands gebruikt beide termen door elkaar gebruikt, in tegenstelling tot het Engels. Daar duiden 'information skills' op de technische kant om informatie te vinden, terwijl 'information literacy' op geïntegreerde vaardigheden, praktische en technische kennis duidt. Uiteindelijk wijst dit op een combinatie van een (levens)houding en een waaier van vaardigheden die iemand zich al lerend eigen maakt. Informatievaardigheden en -geletterdheid in het Nederlands slaan op dat laatste.
Naast de term 'informatievaardigheden' kwam in het secundair onderwijs de term 'mediawijsheid' opdagen. Het hoger onderwijs gebruikt de term informatievaardigheden. In grote lijnen wordt hetzelfde bedoeld.
Er zit een zekere logica in de opbouw van het vak. De aspecten binnen de informatievaardigheden verhouden zich tot elkaar.
1. Het erkennen van een informatiebehoefte;
2. Het vertalen ervan tot zoekvragen;
3. Het vinden van geschikte bronnen;
4. Het toepassen van de technologie;
5. Het kritisch interpreteren van de resultaten;
6. Het selecteren, verwerken en integreren van de 'oogst' met de reeds aanwezige kennis.

Bij elke stap in het proces wordt nagegaan of de volgende stap gezet kan worden, hoeveel herhaling er nodig is en aan het slot evalueert een besluit of de gevonden informatie werkelijk leidt tot het bevredigen van de informatiebehoefte
Het zoeken, het selecteren en het verwerken gebeurt sinds de komst van het internet en de wetenschappelijke databases elektronisch. Sinds de komst van AI-machines (2022) is er een nieuwe fase aangebroken in het van Informatievaardigheden.